# Cziffery József
Cziffery József (Aranyosmarót, 1902. december 31. – Salto, 1965) magyar származású uruguayi festőművész.	

## Életpályája
A budapesti Képzőművészeti Főiskolán tanult, mesterei Berény Róbert és Vaszary Jánosnál tanult. Az 1920-as évek végétől Berlinben élt, majd Párizsban nyitott  művésziskolát. Londoni kiállítását követően néhány festményét a British Museum vásárolta meg. 1933 körül Brazíliába  költözött, majd Uruguayban települt le, ahol Salto városában kérték fel művésziskola vezetésére. Uruguayban, Saltoban hunyt el.

## Emlékezete
- Saltoban emlékművet állítottak neki.

## Kiállításai
- 1931-ben Budapesten a Nemzeti Szalonban  rendeztek gyűjteményes kiállítást, főleg akvarelljeiből és csendéleteiből.
- Halála után a montevideói Szépművészeti Múzeum  rendezett emlékkiállítást a műveiből.